# Carex pelocarpa
Carex pelocarpa är en halvgräsart som beskrevs av Frederick Joseph Hermann. Carex pelocarpa ingår i släktet starrar, och familjen halvgräs. Inga underarter finns listade i Catalogue of Life.